# John Valentin
John William Valentin (Mineola, Nueva York, 18 de febrero de 1967), más conocido como John Valentin, es un exjugador profesional estadounidense de béisbol que se desempeñó en la posición de campocorto en las Grandes Ligas de Béisbol (MLB). Logró obtener un Bate de Plata.

## Carrera
Valentin jugó como profesional diez temporadas en Boston Red Sox (1992-2001), después pasó a New York Mets, donde jugó una temporada (2002), y fue el equipo en el que se retiró.

## Premios
Fue galardonado con el Bate de Plata en una oportunidad (1995).